# Androscoggin
L'Androscoggin è un fiume della costa orientale degli Stati Uniti, che scorre negli stati del Maine e del New Hampshire. Lungo 264 km, nasce presso Errol dalla confluenza del Magalloway e dell'emissario del Lago Umbagog, per unirsi al Kennebec nella Merrymeeting Bay prima di gettarsi nel golfo del Maine, nell'oceano Atlantico. Il suo bacino è di 91000 km2. Lungo il corso del fiume sono situate diverse dighe.
Il fiume scorre generalmente verso sud, attraversando nel New Hampshire Errol, Milan e Berlin prima di girare verso est, passando Gorham e le White Mountains ed entrando nel Maine, dove scorre in Bethel, Rumford e Dixfield prima di girare di nuovo verso sud presso Livermore Falls. Il fiume attraversa poi Lewinston e Auburn, raggiungendo il livello del mare poco prima di Brunswick. La Merrymeeting Bay è un estuario di acqua dolce, lungo 16 km, in cui l'Androscoggin incontra il Kennebec e altri quattro fiumi.

## Qualità dell'acqua
L'Androscoggin un tempo era inquinato dai residui di diverse industrie che erano situate sulle sue sponde, tra cui alcune cartiere, e questo inquinamento fu una delle ispirazioni per il Clean Water Act. Sebbene la qualità dell'acqua si migliorata negli anni seguenti, l'inquinamento è ancora presente, specialmente nella parte inferiore del fiume.

## Portata

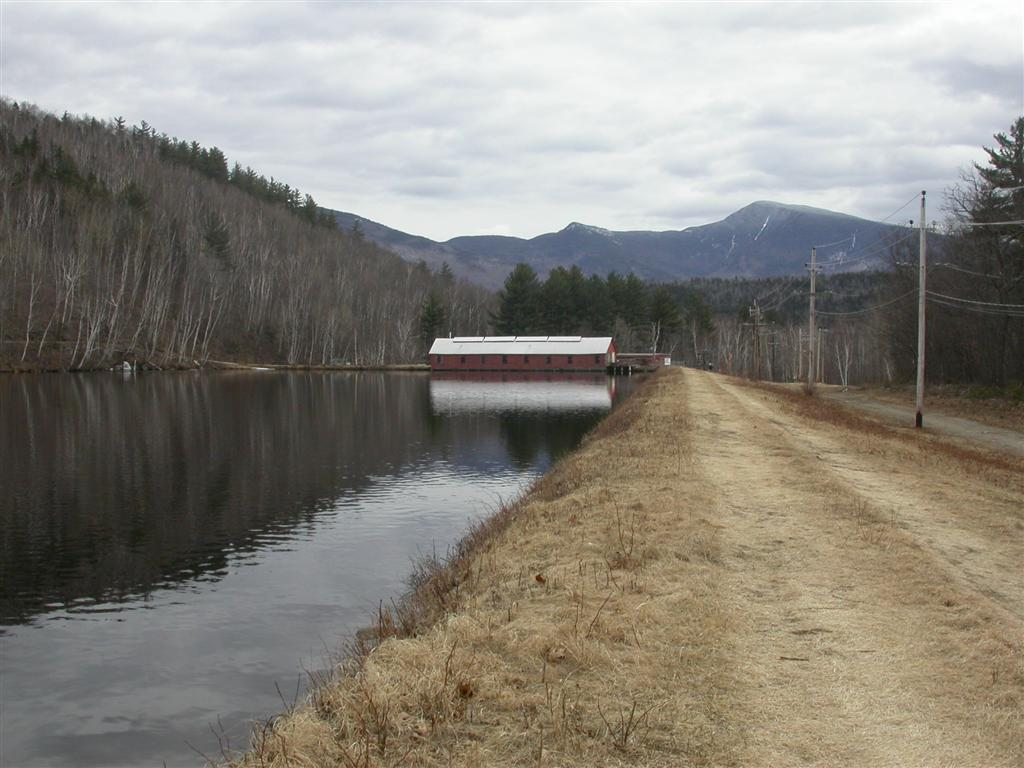
Canale lungo l'Androscoggin vicino Gorham

Vi sono quattro stazioni di rilevamento lungo l'Androscoggin, tutte a valle di una o più dighe:
- Errol (44°46′57″N 71°07′46″W), a valle di 2710 km2 di bacino: qui la portata media (tra il 1905 e il 2005) è di 54,3 m3/s;
- Gorham (44°26′10″N 71°11′27″W), a valle di 3520 km2 di bacino: qui la portata media (tra il 1905 e il 2005) è di 71 m3/s;
- Rumford (44°33′04″N 70°32′38″W) a valle di 5360 km2 di bacino: qui la portata media (tra il 1905 e il 2005) è di 107,6 m3/s;
- Auburn (44°04′20″N 70°12′31″W) a valle di 8450 km2 di bacino.[4]

## Pesca
L'Androscoggin è popolare tra coloro che pescano con la lenza in cerca di salmerini di fontana, trote e trote arcobaleno. Le parti superiori del fiume, inoltre, sono usate per la pesca con la mosca.

## Nomi
Varianti del nome sono Amasagu'nteg, Amascongan, Ambrose Coggin, Ammeriscoggin, Ammoscoggin, Amos Coggin, Amoscommun, Anasagunticook, Anconganunticook, Andrews Coggin, Andros Coggan, Andros Coggin, Androscoggen, Andrus Coggin, Aumoughcaugen, Pescedona e Ameriscoggin River.